# Comtat de Nidau
El comtat de Nidau fou una jurisdicció feudal del Sacre Imperi Romanogermànic que va existir un temps per divisió dels dominis dels comtes de Neuchatel. El seu territori estava al Seeland Bernès i sovint s'anomena comtat de Neuchatel-Nidau.
A la zona apareix abans del 1070 un magnat de nom Ulric, senyor de Fenis (alemany Vineltz), un poble a la riba del llac Bienne, que va tenir quatre fills (Rodolf I; Burcard bisbe de Basilea el 1072 i mort el 1106 o 1107; Conó que fou bisbe de Lausana el 1090 elegit per succeir a Lambert fill de Lambert comte de Granzum, i va morir el 19 de desembre d'un any entre 1103 i 1107; i una filla de nom desconegut casada amb Amadeu I senyor de Montfaucon, fill de Ricard I de Montfaucon).
Rodolf I el va succeir a Fenis i va tenir també la senyoria del castell de Neuchatel; va morir vers el 1099 i va tenir un fill, Ulric II documentat a Neuchatel vers 1125. Va deixar tres fills (Rodolf II, Mangold senyor de Nidau i de Strasberg, i Bertold senyor de Valangin). Rodolf II fou comte de Neuchatel a Nidau vers 1125-1164; el seu germà Mangold és esmentat també a Nidau entre 1125 i 1143 però no porta el títol comtal. Fou llavors quan es van formar dues branques de la família. La que va continuar a Neuchâtel (i Valangin) i la de Nidau.
Rodolf II es va casar amb Emma de Glane, filla de Pere senyor de Glane i va tenir un fill, Ulric III que era viu encara el 1189, senyor de Neuchatel i d'Arconciel, esmentat a la fundació de l'abadia d'Hauterive (on feia una donació en nom del seu pare) el 1162, i en cartes de 1177 i 1189; es va casar amb Berta i va tenir tres fills: Rodolf (III), Ulric IV i Bertold (prebost de Basilea i tresorer a Lausana el 1211 que vivia el 1214). Rodolf (III) de Neuchatel hauria mort abans que el pare; estava casat amb Berta i va tenir un fill Bertold (†1261) que fou el pare de Rodolf (IV) casat amb Sibilla de Montbéliard filla de Thierry comte de Montfaucon (Montbéliard) que al seu torn va deixar cinc fills alguns dels quals van tenir successió.
L'herència fou per a Ulric IV que apareix en cartes del 1209, 1214, 1216 i 1221; el 1218 s'hauria repartit els dominis amb un altre comte i des de llavors fou comte de Nidau. Ulric IV va morir el 1225: estava casat amb Iolanda d'Urach, filla d'Egí el Barbut senyor d'Urach i d'Agnes de Zähringen hereva d'Arberg i va tenir cinc fills mascles (Rodolf III o V o I de Nidau, Otó, Bertold senyor o comte de Strassberg, Enric bisbe de Basilea el 1263 i Ulric senyor o comte d'Arberg, casat amb Agnes de Montbéliard filla de Thierry III comte de Montbéliard o Montfaucon i d'Alix de Ferrette) i cinc noies (Gertrudis, Berta, Agnes i dues de nom desconegut).
Rodolf III, I de Nidau (mort abans de 1257) el va succeir i apareix en cartes de 1230, 1234 i 1257 (en aquesta una donació d'un noble per l'ànima de Rodolf). Es va casar amb Rigenssa i va tenir dos fills, Rodolf II de Nidau el successor (mort el 1308 o 1309) i Regina; Rodolf va rebre en feu el landgraviat de Borgonya de l'Aar però el castell de Nidau va passar a ser feu del bisbe de Basilea i la senyoria de Cerlier va passar a Savoia el 1265. Va tenir estretes relacions amb Soleure, Berna, Friburg i Biel/Bienne i també amb els Habsburg. A la seva mort el va succeir el seu fill Rodolf III que va adquirir parts de les herències dels comtes de Froburg, de Kyburg i de Strassberg rebent els castells de Balm i Büren el 1336; el 1338 al costat del castell de Nidau va sorgir la vila del mateix nom; va morir vers 1339 a la batalla de Laupen; estava endeutat principalment amb els Cerlier (que encara tenien alguns dominis en feu dels Nidau); el va succeir el seu fill Rodolf IV, amb el que els problemes d'endeutament es van agreujar i va caure sota influència de Berna i dels Habsburg; el 1373 es va casar amb la comtessa Isabel o Elisabet de la branca de Neuchâtel, però va morir el 1375 sense successió i els territoris de la branca de Nidau, molt endeutats, van passar a la mateixa Elisabet com a parenta més propera, però els hereus finals foren els comtes de Thierstein i de Kibourg que estaven casats amb germanes de Rodolf. A causa de l'endeutament bona part dels drets senyorials van passar a Berna.

## Casa de Neuchatel-Nidau
- Rodolf II 1157/1162 († 1196) (vegeu branca Neuchâtel)
- Ulric III vers 1164- vers 1200
- Ulric IV vers 1200-1225
- Rodolf I vers 1225-1256 o 1258 comte de Nidau i d'Erlach, comte a Borgonya (1255)
- Rodolf II 1256 o 1258-1308 o 1309, comte de Nidau i d'Erlach, comte de Neuchâtel, comte borgonyó 1276
- Rodolf III, vers 1309-1339 (fill) 1336 senyor dels castells de Balm i Büren
- Rodolf IV vers 1339-1375 (fill) comte de Neuchâtel i Nidau pel matrimoni (1373) amb Isabel (Elisabet), comtessa de Neuchâtel, morta el 1395 sense successió.